# Ходирєва Олена Олександрівна
Олена Олександрівна Ходирєва (нар. 19 травня 1981, Кривий Ріг, Українська РСР, СРСР) — українська футболістка, півзахисниця«Житлобуду-2» та збірної України.

## Клубна кар'єра
Розпочала кар'єру футболістки в складі «Інгульчанки». У 1998 році стала гравчинею чернігівської «Легенди». У 2002 році і 2004 року виступала в Кубку УЄФА за азербайджанський «Гёмрюкчю». Потім грала в Росії за «Надєжду» та «Зірку-2005». У складі «Зірки» ставала дворазовою чемпіонкою Росії. Взимку 2009 року стало відомо, що Ходирєва повертається до складу «Легенди». Потім знову виступала за «Зірку». У 2012 році повернулася в Україну, де виступала за «Нафтохімік» і «Житлобуд-2».

## Кар'єра в збірній
Виступала за юнацьку збірну України U-19. Дебют — 10 вересня 1998 року в матчі проти Норвегії (0:10). Всього за збірну U-19 провела 8 матчів і забила 6 м'ячів. Виступала за збірну України. У 2009 році головний тренер збірної Анатолій Куцев викликав Ходирєву на чемпіонат Європи в Фінляндії.

## Досягнення
«Легенда»
- Жіночий чемпіонат України
  -  Чемпіон (5): 2000, 2001, 2002, 2009, 2010
  -  Срібний призер (4): 1998, 1999, 2003, 2004

- Жіночий кубок України
  -  Володар (3): 2001, 2005, 2009
  -  Фіналіст (4): 1998, 1999, 2003, 2004

«Нафтохімік»
- Жіночий чемпіонат України
  -  Срібний призер (1): 2012

- Жіночий кубок України
  -  Володар (1): 2012

«Житлобуд-2»
- Жіночий чемпіонат України
  -  Чемпіон (2): 2016, 2017
  -  Срібний призер (1): 2014
  -  Бронзовий призер (1): 2015

«Надєжда»
- Жіночий чемпіонат Росії
  -  Бронзовий призер (1): 2006

«Зірка-2005»
- Жіночий чемпіонат Росії
  -  Чемпіон (2): 2007, 2008
  -  Бронзовий призер (1): 2010

- Жіночий кубок Росії
  -  Володар (1): 2007
  -  Фіналіст (1): 2008